# Bromizoval
Bromizovalul (denumit și bromovaleriluree) este un medicament hipnotic și sedativ derivat de uree, și mai este utilizat în unele state din Asia în tratamentul insomniilor. A fost comercializat în România sub denumirea de Bromoval, dar a fost retras.
Administrarea sa a fost asociată cu un risc de intoxicație cu brom.